# Lac de Nantua
Le lac de Nantua est un lac du massif du Jura, situé en France sur la commune de Nantua, dans le département de l'Ain en région Auvergne-Rhône-Alpes.
D'origine glaciaire, le lac s'étend actuellement sur 141 hectares.
Le lac est classé site naturel protégé en 1935.

## Géographie et topographie

### Emplacement
Le lac de Nantua se situe dans le massif du Jura, sur la commune de Nantua entre Bourg-en-Bresse et Genève (Suisse).
Situé à 475 m d'altitude, le lac s'étend en longueur d'ouest en est sur 2,7 km, pour une largeur de 650 m, pour une superficie totale de 141 ha. Sa capacité est de 40 millions de mètres cubes d'eau, et sa profondeur maximale de 42,9 m.

### Alimentation hydrique
Il est alimenté à 80 % par trois petits ruisseaux qui se jettent dans sa partie sud-est : la Doye, le Merloz Nord et le Merloz Sud. Des sources de moindre débit complètent son alimentation.
La sortie des eaux (émissaire) ne se fait qu'à un seul endroit : le Bras du Lac qui rejoint ensuite l'Oignin.
Originalité méconnue : le lac Genin se déverse en partie dans le lac de Sylans (via le ruisseau de Charix) qui lui-même alimente en partie le lac de Nantua via le Merloz.

### Communes concernées
Bien que situé en totalité sur la commune de Nantua, ses rives sont néanmoins bordées, en plus de Nantua à l'est, par les communes de Port et de Montréal-la-Cluse à l'ouest, communes situées dans le département de l'Ain en région Auvergne-Rhône-Alpes.

## Formation géologique

### Situation géologique générale
L'origine du lac est en lien avec la formation géologique de la cluse de Nantua : elle est perpendiculaire aux grandes unités structurales depuis la Combe du Val jusqu'à la Michaille et Bellegarde-sur-Valserine à l'est.
Son tracé est sinueux tantôt nord-ouest/sud-est tantôt sud-ouest/nord-est et correspond à la direction d’accidents transversaux.
Elle est empruntée par le glacier jurassien qui y a déposé des dépôts glaciaires et fluvio-glaciaires, en particulier aux extrémités est et ouest.

### Situation géologique locale
Le lac de Nantua, qui représente une partie de cette cluse est un lac issu de cette origine glaciaire. Sa formation résulte d'un débordement en direction de l'ouest d'un immense glacier d'orientation nord-sud
L'étendue primitive du lac, une fois les glaciers disparus, (étude des moraines glaciaires terminales) était environ deux à trois fois la superficie des années 2000 avec des extensions dans la plaine dans trois directions (Nurieux, Saint-Martin-du-Frêne, Montréal-la-Cluse) mais avec de faibles profondeurs concernant les extensions.
Ceci explique pour la partie principale la profondeur importante (42,9 m) et son orientation est-ouest (a contrario des grands plis géologiques), les zones à risque d'inondation en direction de la plaine de Port et les zones de moraines.
Son étendue était beaucoup plus vaste et était marquée par deux bras du lacs et d'importantes zones marécageuses insalubres notamment « la Plaine des Eaux Mortes » située du côté de Saint-Martin du Frêne. Il s'agissait d'une zone mal drainée correspondant à l'emplacement du glacier puis du lac de Nantua à son début. Elle reste remplie par des dépôts glacio-lacustres dont l'épaisseur peut atteindre localement 90 m.
Au Sud, à Saint-Martin-du-Frêne, comme au nord à Montréal-la-Cluse et à l'ouest à Nurieux-Volognat, des bourrelets topographiques arqués correspondent à la moraine frontale de cette langue de glace. Les matériaux apportés par le glacier sont visibles à l’occasion de travaux de terrassement le long de la D 1084 entre Saint-Martin-du-Frêne et Port.
Cette zone de plaine semble avoir eu au début du Pliocène un exutoire vers le Sud-Ouest en mettant en place notamment le réseau karstique de la grotte du Cerdon.

## Situation contemporaine

### Les grands travaux de 1856
Le lac de Nantua tel que l'on peut le voir actuellement résulte des grands travaux de 1856 : ces travaux abaissèrent le niveau du lac de plus d'un mètre. Ils permettent un assainissement des zones marécageuses et l'aménagement de l'esplanade du lac côté Nantua.
Les zones ainsi dégagées et assainies sont revendues en grande partie à des particuliers en 1869 par la mairie de Nantua en tant que lac non domanial. À l'origine, deux bras du lac servent à l'évacuation de ce volume énorme d'eau, un seul demeurant de nos jours, le second étant asséché et comblé.

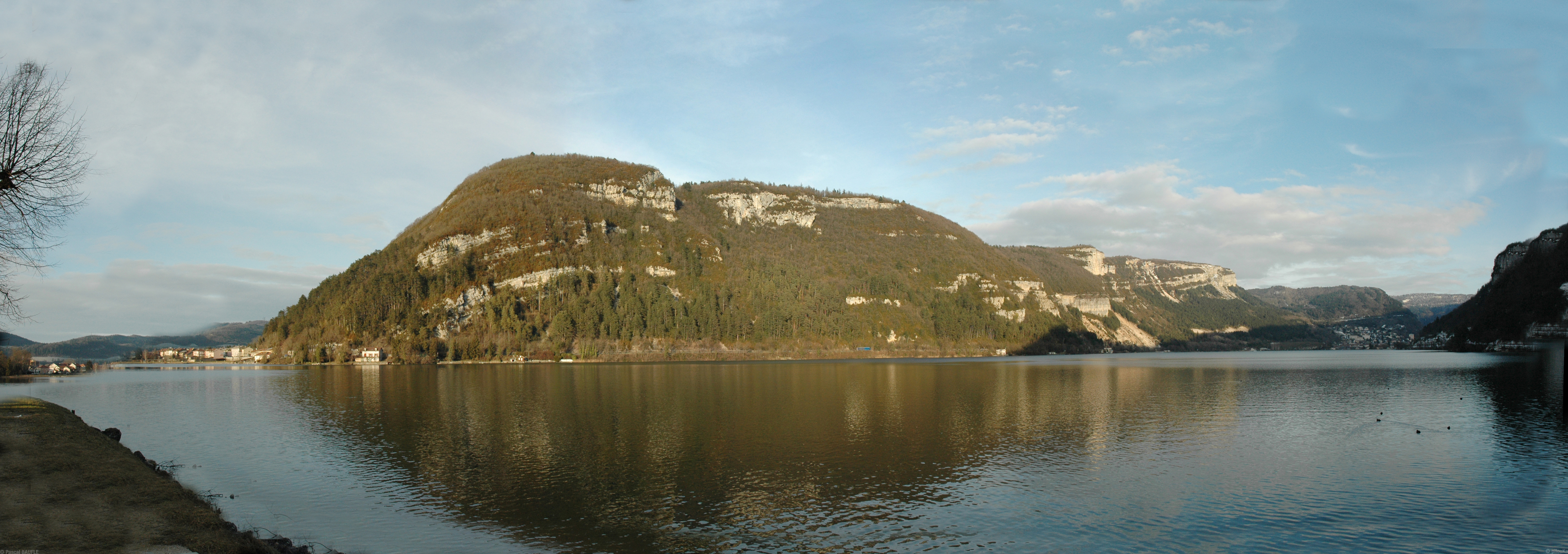
Vue panoramique du lac de Nantua.

### Le classement du lac
Le lac de Nantua est classé par arrêté du 9 septembre 1936 parmi les sites et monuments naturels de caractère artistique, historique, scientifique, légendaire et pittoresque.
Ce classement comprend le lac dans son entier et des abords portant sur les communes de Nantua et de Port.
C'est la reconnaissance du caractère notable du site.
Ceci entraîne une protection du site et de ses environs : interdiction d'affichage, enfouissement des réseaux électriques (< 19 000 V) et des lignes téléphoniques, interdiction de travaux sauf accord expresse du préfet ou du ministre concerné (article L341-10 et suivants du code de l'environnement). Les monuments naturels ou les sites classés ne peuvent ni être détruits ni être modifiés dans leur état ou leur aspect sauf autorisation spéciale (article L341-10).

### Seconde Guerre mondiale
Petite anecdote historique : lors de la Seconde Guerre mondiale, les résistants des environs se débarrassent dans le lac des containers largués par les Alliés. Il s'agit de cylindres vides qui contenaient des vivres, du matériel ou des armes. Ces vestiges sont observables entre -15 et −25 m.

## Écologie
Le lac est extrêmement fragile et sensible à l'eutrophisation et au brassage des limons du fait de son faible renouvellement et de sa profondeur avec de très petites parties sujettes à la constitution d'herbiers.
Le lac est temporairement sauvé de l'eutrophisation au cours des années 1970 et 1980 en faible partie grâce à l'installation d'une station de réoxygénation mais surtout par le traitement des eaux usées en provenance des communes environnantes.
Le phénomène d'eutrophisation dans le lac de Nantua est notamment connu sous le terme de « sang des Bourguignons » (en référence à un phénomène qui a lieu en 1476 en Suisse à la suite de la bataille de Morat et que l'on attribue à tort au sang des vaincus).
Il est le résultat de la présence de grandes quantités d'algues du genre Oscillatoria qui lui donnent une couleur rouge sang.
Les premières apparitions de ce phénomène datent de 1921 mais elles commencent réellement à être récurrentes à partir de 1950.
En effet, le lac de Nantua, du fait de son renouvellement d'eau assez faible et d'un apport en nutriment important, fait partie des lacs à risque dit eutrophe. Si des mesures d'oxygénation (travaux 1970-1980) n'avaient pas été prises ainsi que le traitement des eaux usées, entre autres de la commune de Nantua, la faune et la flore locale n'auraient pas survécu.
Le lac est encore extrêmement fragile puisque sa qualification écologique en 2009 est classée « moyenne » avec un objectif d'amélioration pour 2015 et que le milieu a été de plus récemment perturbé par les travaux d’aménagement des berges à la suite de la réhabilitation de la voie ferrée pour un passage de TGV (voir ci-dessous).
Au début des années 2000, Réseau ferré de France, malgré l'opposition de nombreux riverains et habitants de la région, remet en service l'ancienne ligne ferroviaire désaffectée entre Nantua et Bellegarde.
Ces travaux ont entraîné la construction de nombreux filets métalliques antichute de pierre côté ubac qui ont fortement dégradé le paysage.
Les renforts du petit pont situé vers Port ont entrainé une augmentation temporaire de la turbidité de l'eau et ont coïncidé avec la disparition des herbiers de Myriophylles du côté de la plage de Port.
Les herbiers ont d'abord été saturés de sédiments la première année puis ont disparu en deux ans, laissant les fonds nus. On peut considérer que tous travaux entraînant des brassages et des mises en suspension de particules peuvent avoir des conséquences indirectes mal évaluées mais significatives.
Un rapport du 23 juillet 2013 a d'ailleurs conclu à la nécessité de préserver les zones situées le long de la voie ferrée de tout aménagement et de toute augmentation de la fréquentation touristique.

### Faune
Poissons : le peuplement de poissons est assez varié : ablette, gardon, brème, tanche, carpe (dont les variétés dites carpe miroir et carpe écaille), chevesne, perche, brochet, sandre, lavaret, truite arc-en-ciel, truite fario (avec la forme lacustre).

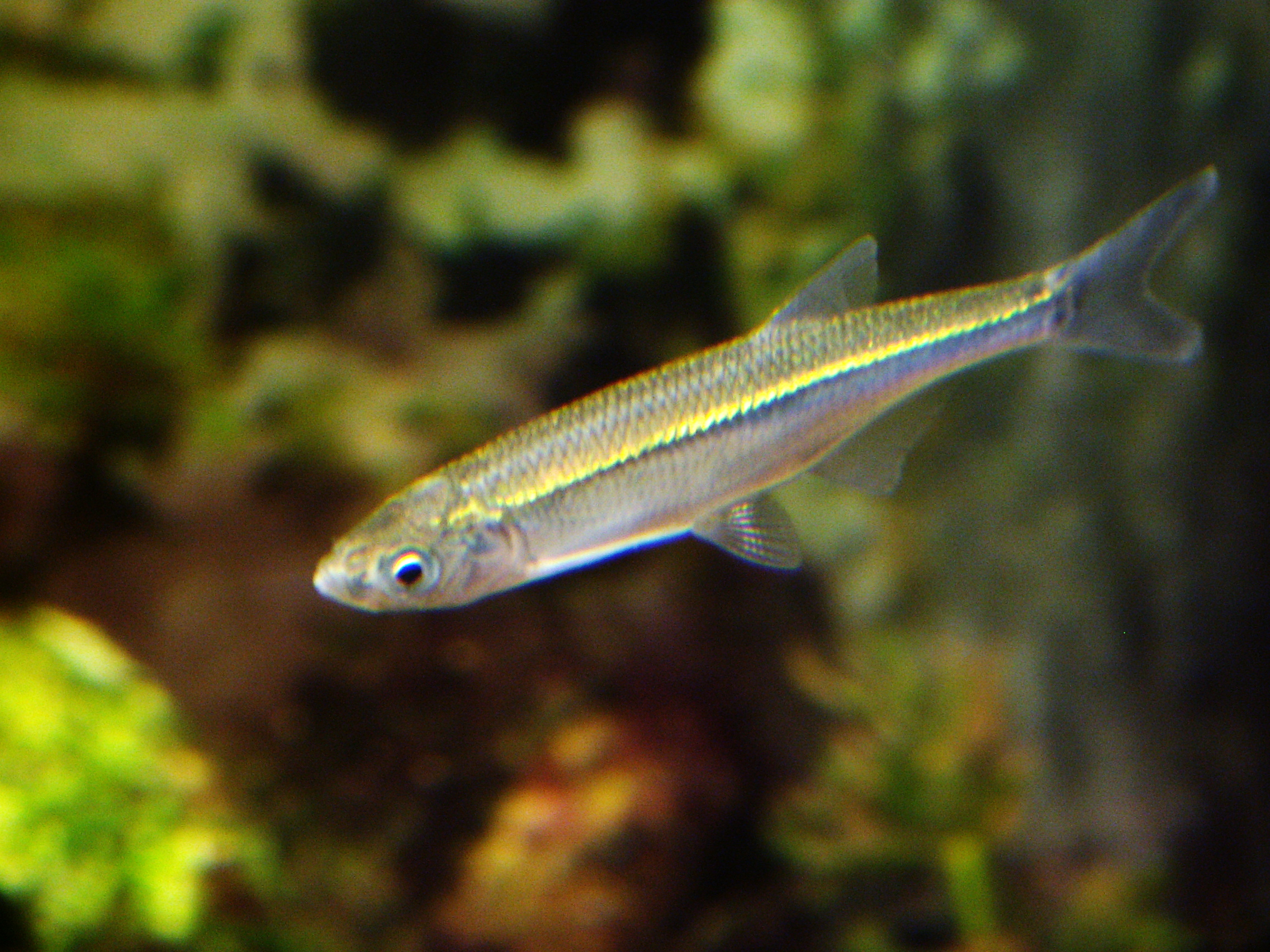
Ablette
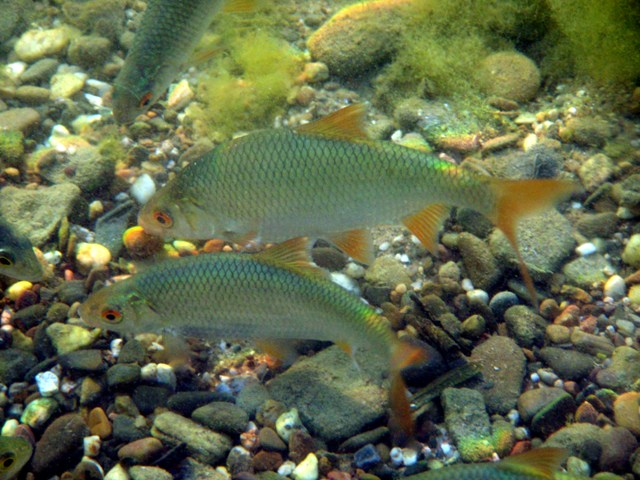
Gardon
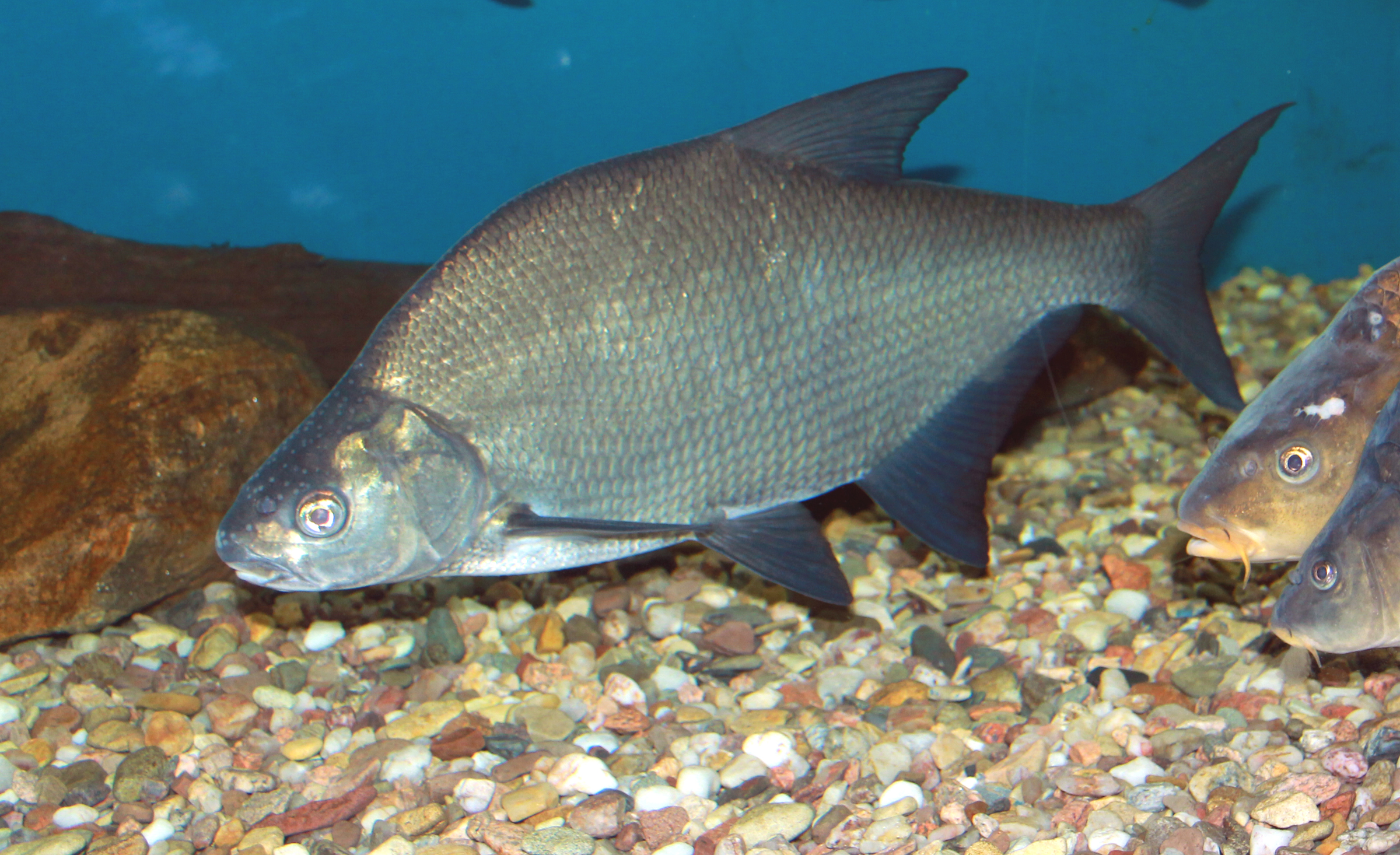
Brême
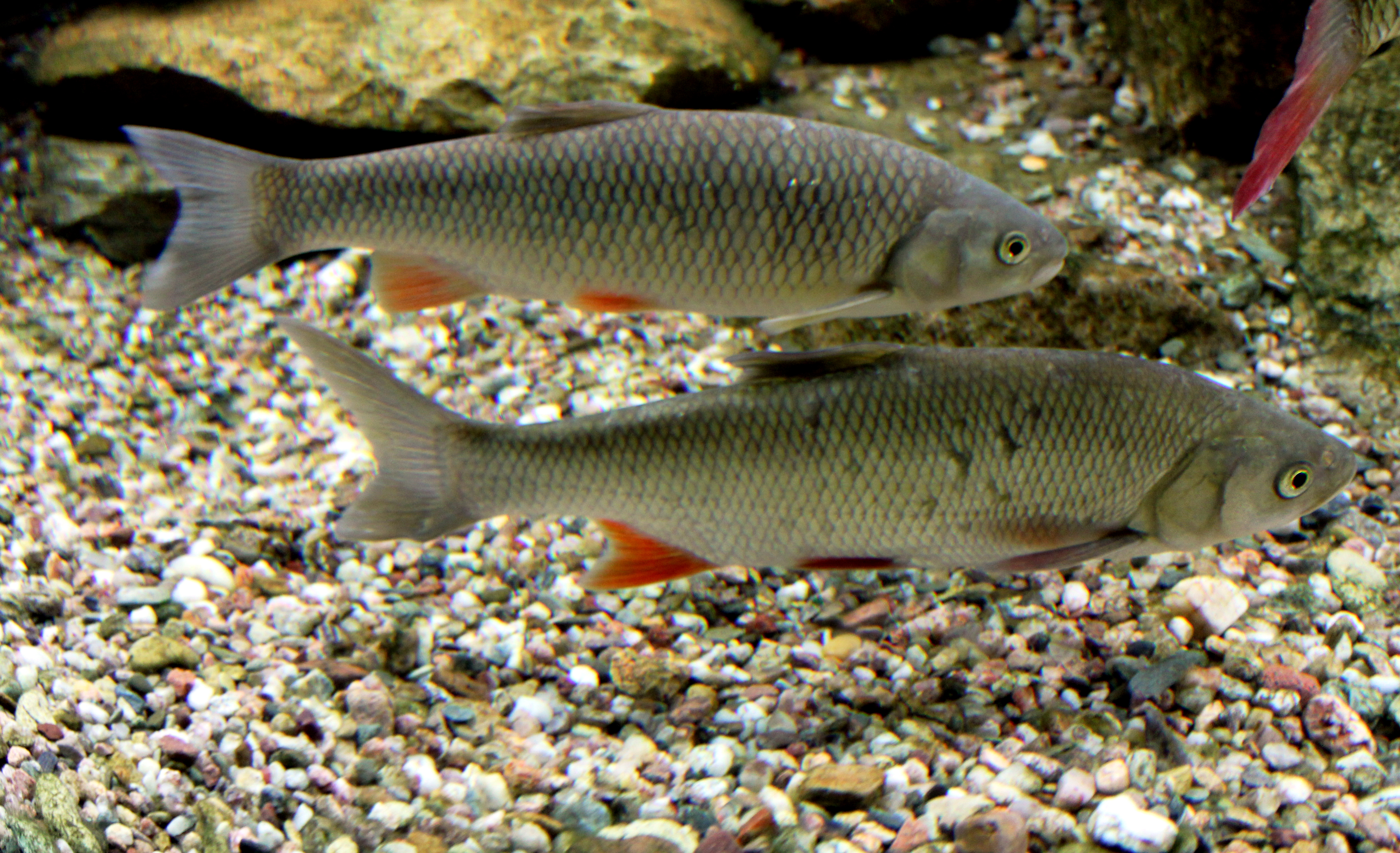
Chevesne
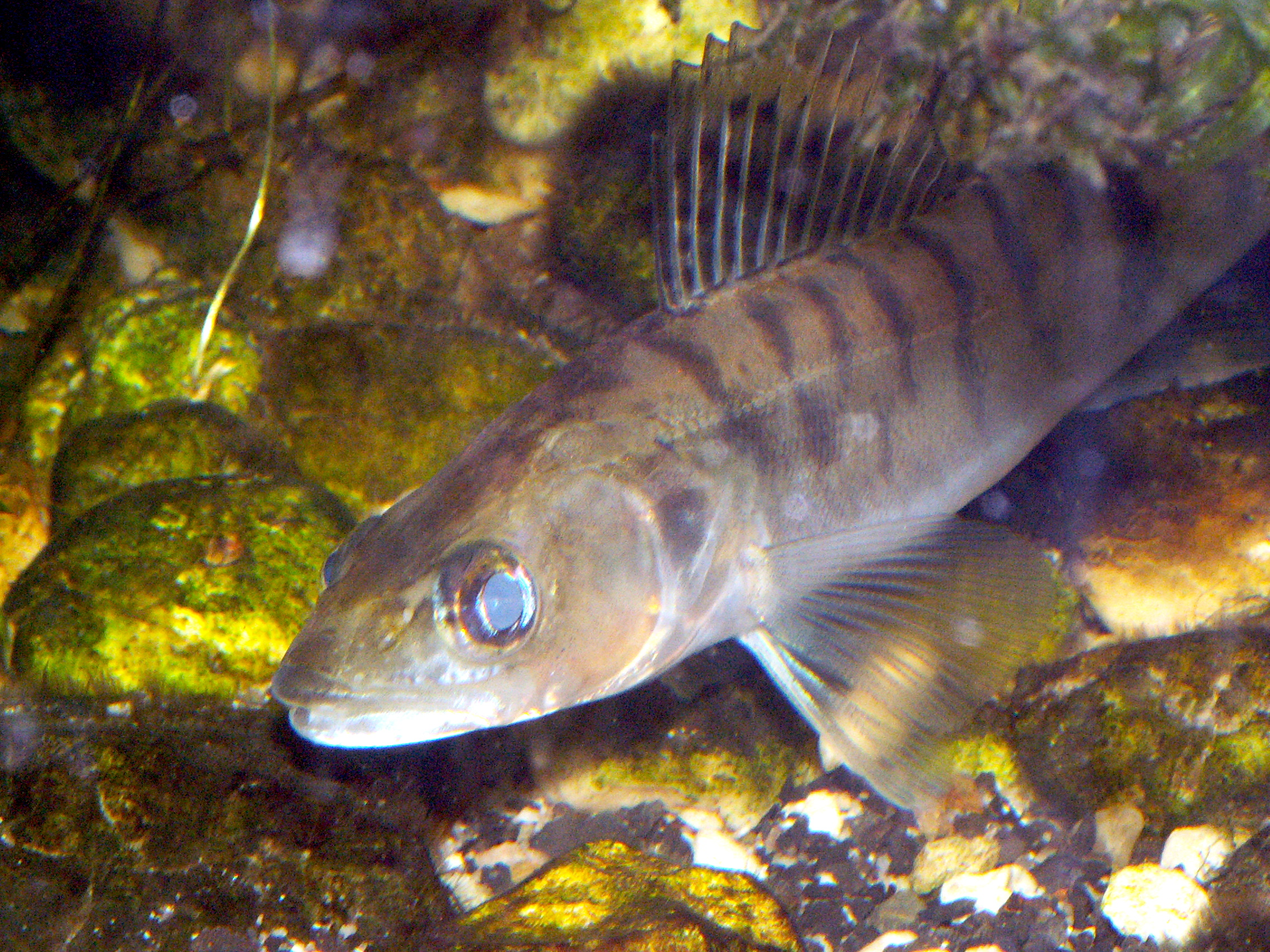
Sandre
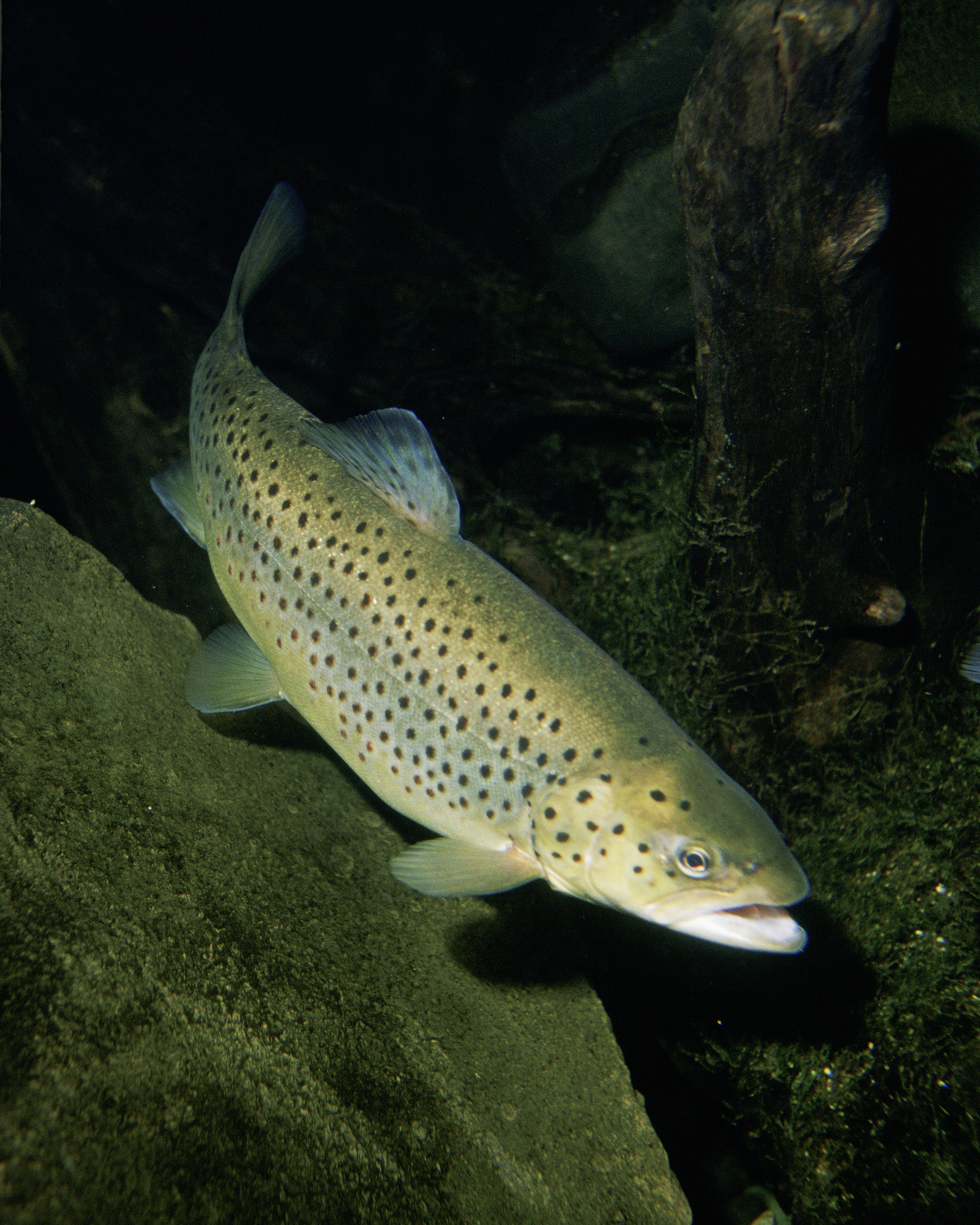
Truite fario
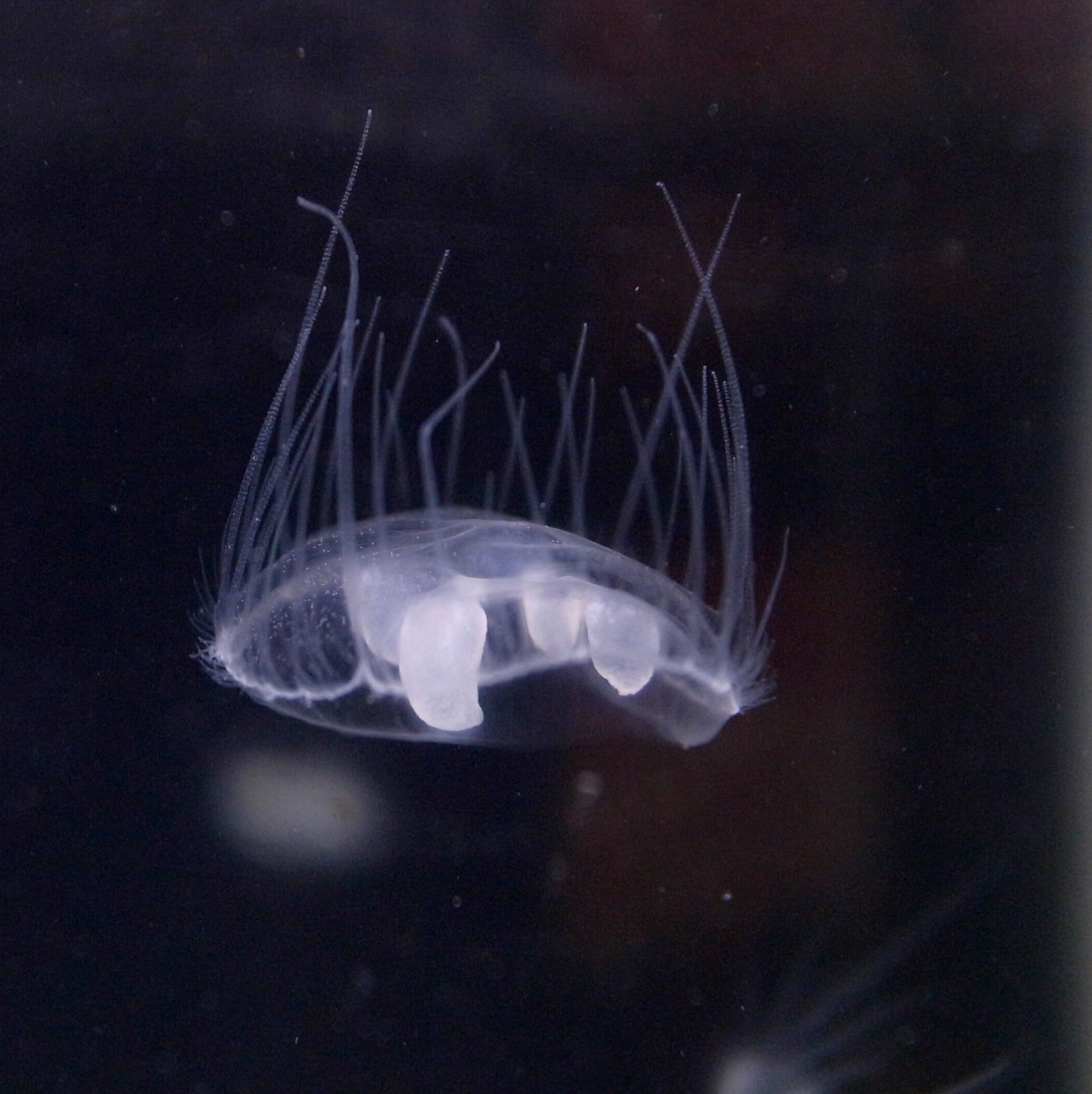
Méduse d'eau douce
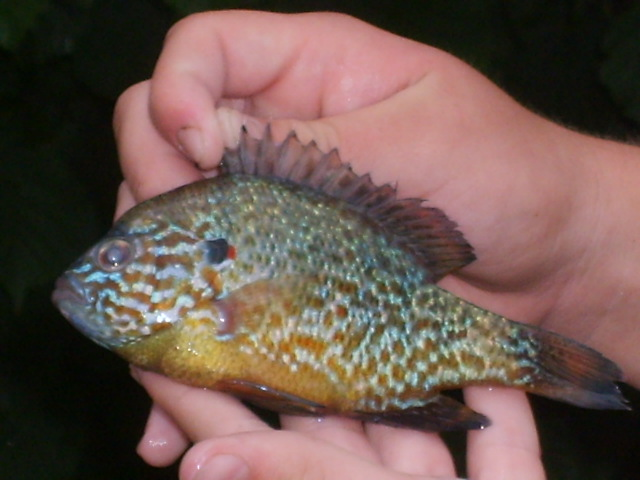
Perche-soleil

On observe depuis quelques années des perches soleils (Lepomis gibbosus), espèce importée qui aurait éventuellement des conséquences écologiques néfastes sur les alevins de toutes espèces, mais sa prolifération semble contenue, voire en régression.
Crustacés : on ne trouve quasiment plus d'écrevisses indigènes à pattes rouges (Astacus astacus), ou alors de petite taille. Elles entrent en concurrence depuis 2013 avec l'écrevisse de Californie (Pacifastacus leniusculus).
Cette espèce est invasive, sa pêche n'est pas réglementée contrairement à celle de l'écrevisse indigène. Il est interdit de la transporter vivante (sous peine d'amende) pour éviter toute dissémination.
La pêche de l'écrevisse indigène est, au contraire, réglementée.
Méduses d'eau douce : à partir de 2010, on a pu observer des méduses d'eau douce Craspedacusta sowerbyi. Cette méduse, importée, est non urticante. Elle n'apparait pas ensuite chaque année mais on peut la considérer désormais comme implantée sous forme de polypes.
Coquillages : il existe un fort peuplement de moules d'eau douce, principalement des dreissènes (Dreissena polymorpha) (image : http://redpath-staff.mcgill.ca/ricciardi/dreissenap.html), plus rarement des Pisidium.
Attention: il ne faut pas consommer les moules d'eau douce car ce sont de véritables pièges à polluants. On observait jusqu'il y a cinq ans quelques colonies d'Anodonta grandis mais elles ont été progressivement remplacées par les dreissènes plus envahissantes et moins sensibles à l'eutrophisation. On n'observe néanmoins plus de gros spécimens (>10 cm) comme certaines personnes ont pu en trouver par le passé, ce qui témoigne d'une forte pollution sédimentaire profonde.
Gastéropodes : principalement du genre Hydrobiidae (concentration maximum vers 10 mètres) et Valvatidae (moins de 3 mètres).
Sangsues : sangsues de petites tailles (Helobdella robusta), qui ne s'attaquent pas à l'homme mais plutôt aux gastéropodes (qu'on peut apercevoir facilement en soulevant une pierre), voire aux poissons.

### Flore aquatique

#### Macrophytes
Les Macrophytes sont un terme générique différenciant les plantes possédant des éléments botaniques visibles, à différencier des algues filamenteuses ou microscopiques.
Macrophytes immergés :
On trouve principalement des herbiers de Myriophylle en épi mais ces herbiers sont en très forte régression par rapport aux peuplements d'une dizaine d'années avec une disparition quasi totale du côté de Port et de La Cluse, alors qu'on trouvait tout le long du fond entre 1,5 m et 2,5 m de grands herbiers d'une hauteur allant jusqu'à 2 mètres.
Même s'il s'agit d'une espèce introduite (non indigène mais depuis longue date), c'est plutôt inquiétant car rien ne les a remplacé et ces herbiers sont des zones de ponte bien plus actives que les zones de roseaux notamment pour les perches qui peuvent y cacher leur rubans de ponte et des zones de protection des jeunes alevins de toutes espèces et ils ont peu de zones d'implantations possibles dans le lac du fait de sa profondeur et de sa déclivité. Les causes probables sont l'eutrophisation et les particules en suspension (travaux, vent) qui en se déposant sur les Myriophylles empêchent la photosynthèse.
Macrophytes à éléments flottants :
Il existe des zones de colonisations de nénuphars jaunes Nuphar lutea principalement en zone de profondeur intermédiaire et faible à droite du Bras du Lac autour du petit îlot et à gauche du Bras du Lac dans le renfoncement après le camping de Port. Toute cette zone est extrêmement sensible car c'est la plus riche en flore sous-marine.
Il semble impératif de ne pas intervenir sur les berges et d'éviter tout brassage car cela peut avoir de graves conséquences sur la faune et la flore aquatique.

#### Algues
Algues rouges du genre Batrachospermum en faible profondeur.

### Bilan de qualité des eaux
Le dernier bilan de qualité des eaux en date (2007) témoigne de l'état encore instable et fragile du lac.
Concernant les capacités du milieu à réagir et absorber les polluants, les conclusions sont sans appel (indice I.O.B.L.) : « La capacité d'assimilation des matières organiques par les sédiments est relativement forte (IOBL ≥ 10) au moins jusque 10 m de profondeur, mais nulle en zone plus profonde (IOBL = 0). La faible proportion d’espèces sensibles à faible profondeur témoignerait de l’existence d’une charge polluante modérée à forte dans les sédiments, associée à des conditions dystrophes (désoxygénation) [...] La présence de l’espèce Dero digitata est indicatrice de conditions eutrophes du milieu, confortant l’hypothèse de l’incidence de rejets polluants sur le milieu ».

### Profil et typologie hydrique
Ce classement explique notamment la fragilité de ce biotope.
Typologie physique du lac de Nantua en fonction de son régime de brassage des eaux :
Rappel : un lac est qualifié de mono, di ou polymictique selon le nombre de brassages annuels des eaux.
Le lac de Nantua fait partie des lacs monomictiques : une seule bascule par an et une température en profondeur qui ne descend pas en dessous de 4 °C avec une stratification des températures très marquée notamment en période estivale.
On passe d'un seul coup d'une strate à plus de 20 °C à une strate intermédiaire plus froide vers 10-15 mètres (metalimnion) puis à la couche froide la plus dense (hypolimnion).
Le lac de Nantua fait l'objet d'un renouvellement d'eau très faible et est donc potentiellement fragilisé par toute pollution mécanique (brassage) ou chimique.
De plus, les limons profonds ont un niveau de pollution très élevés et doivent rester stabilisés (non brassés) sous peine de contaminer durablement la faune et la flore.
Les différentes études d'impact mettent en évidence cette fragilité et la nécessité de maintenir les zones de roseaux et d'herbiers aquatiques du côté des communes de Port de La Cluse et de l'incompatibilité écologique de tout aménagement touristique de type sentier pédestre du fait d'une augmentation de fréquentation mais surtout du brassage engendré par la construction d'aménagements artificiels.

## Aménagements

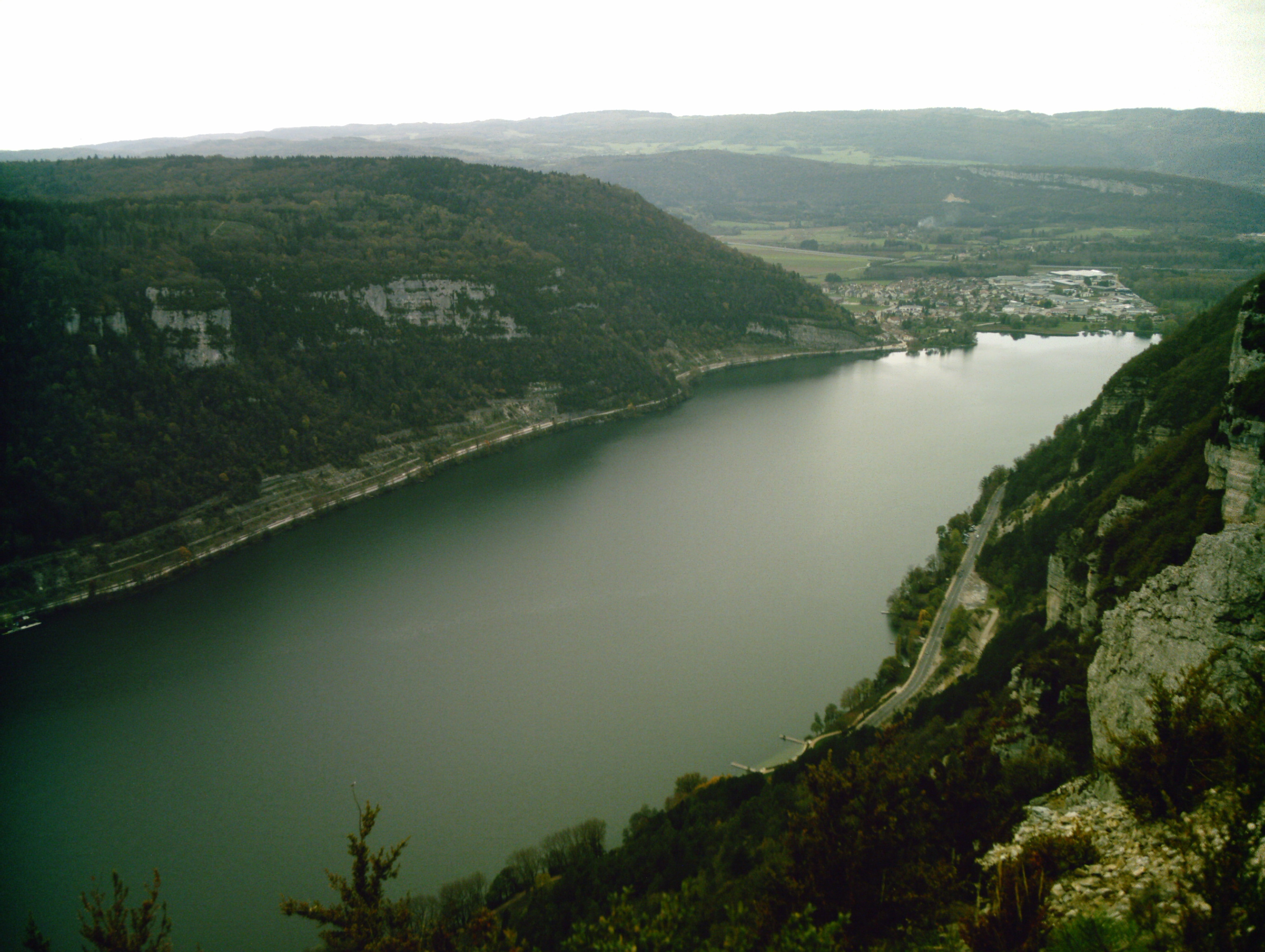
Le lac de Nantua.

### Statut juridique
Le lac de Nantua a la particularité d'être non domanial: les berges et le lit d’un cours d’eau ou d'un lac non domanial appartiennent aux propriétés riveraines,. Certaines parties sont communales, d'autres privées. Il n'y a pas de droit de passage, sauf pour les éventuels accès pour contrôle sanitaire de l'eau.
L'eau d'un lac non domanial reste un bien public collectif qui, en l’occurrence appartient à la commune de Nantua. L'autorité administrative établit et met à jour pour chaque bassin ou groupement de bassins, après avis du comité de bassin, un programme de surveillance de l'état des eaux.

### Infrastructures et accès
Le lac est bordé par la RD1084 (ex RN84) (axe Lyon-Genève). Sa rive sud est bordée par le CD 74 et la ligne de chemin de fer de Bourg-en-Bresse à Genève.
Le lac est accessible :
- depuis Montréal-la-Cluse par la D1084, direction Bellegarde-sur-Valserine ;
- depuis Bellegarde-sur-Valserine par la D1084 direction Nantua ;
- par l'autoroute A40 (Autoroute blanche) :  09 (Nantua, les Neyrolles) direction Nantua ;
- par l'autoroute A404 :  09 (La Croix Châlon) direction Nantua.

### Aménagements de loisirs
Le lac dispose d'un club de voile sur la rive sud, côté Nantua d'une installation nautique aménagée le long de la RN 84 (baignade surveillée en juillet et en août) et d'un club de ski nautique.
La navigation et la mise à l'eau des navires à moteur est soumise à une stricte réglementation (autorisation préalable de la Mairie de Nantua).

### Aménagements culturels
Le monument aux morts est très visible et se détache nettement sur le bord du lac de Nantua.
En 1947, le Comité des Déportés de Nantua décide la réalisation d’un monument à la mémoire des déportés du canton.
L'implantation en bord de lac, choisie pour magnifier l'ensemble et l'isoler de la ville, a été déterminée par le sculpteur et approuvée par les autorités locales. Le 9 octobre 1949, le sculpteur Louis Leygue justifie ce choix : « Lorsque le comité local de Nantua m'a demandé d'étudier un monument à la mémoire des déportés, j'ai pensé à le placer dans le cadre magnifique du lac. J'ai cherché un endroit assez retiré, loin des bruits de la ville, loin des fêtes éventuelles. De plus, j'ai choisi l'endroit où la ligne plongeante des montagnes semble se rencontrer au loin à la surface des eaux. Ce lieu magnifique centre l'attention sur le monument ».

## Évènements
Une course annuelle de radeaux a lieu sur ce lac au mois de juin. Il s'agit de l'OFNI CUP, course d'objets flottants non identifiés.
Des régates de voile ont régulièrement lieu sur le lac.